# FK Inhoelets Petrove
FK Inhoelets Petrove (Oekraïens: ФК «Інгулець» Петрове, voluit Футбольний клуб «Інгулець» Петрове, Foetbolnyj kloeb Inhoelets Petrove) is een Oekraïense voetbalclub uit Petrove, een dorp in de oblast Kirovohrad. De club werd in 2013 opgericht en promoveerde in 2020 naar de Premjer Liha, het hoogste Oekraïense niveau.

## Geschiedenis
De club werd opgericht in 2013 onder de naam FK Ahrofirma Pjatychatska Volodymyrivka. De club haalde in 2014 de finale van het amateurkampioenschap van Oekraïne, maar verloor deze van FK Roech Vynnyky. In februari 2015 nam de club haar huidige naam aan, vernoemd naar de rivier waaraan Petrove ligt, de Inhoelets. Later dat jaar werd de club toegelaten tot het Oekraïense profvoetbal op het derde niveau, de Droeha Liha. In haar eerste seizoen  promoveerde de club naar het tweede niveau, de Persja Liha. In 2019 haalde de club de bekerfinale waarin FK Sjachtar Donetsk te sterk bleek. In het seizoen 2019/20 werd Inhoelets derde op het tweede niveau achter kampioen FK Mynaj en FK Roech Lviv, waardoor de club in 2020 promoveerde en debuteerde op het hoogste niveau.

## Seizoensresultaten vanaf 2014
| Seizoen | Competitie           | Niveau | Eindstand | Beker       | Opmerking                                                                             |
| ------- | -------------------- | ------ | --------- | ----------- | ------------------------------------------------------------------------------------- |
| 2013/14 | Amateur Liha Groep 2 | IV     | 1         | --          | Amateurkampioenschap > FK Roech Vynnyky: 0-1                                          |
| 2014/15 | Amateur Liha Groep 4 | IV     | 2         | --          |                                                                                       |
| 2015/16 | Droeha Liha Groep A  | III    | 3         | 2e ronde    |                                                                                       |
| 2016/17 | Persja Liha          | II     | 13        | 2e ronde    |                                                                                       |
| 2017/18 | Persja Liha          | II     | 4         | 3e ronde    |                                                                                       |
| 2018/19 | Persja Liha          | II     | 7         | Finalist    | > FK Sjachtar Donetsk: 0-4                                                            |
| 2019/20 | Persja Liha          | II     | 3         | kwartfinale |                                                                                       |
| 2020/21 | Premjer Liha         | I      | 12        | 3e ronde    |                                                                                       |
| 2021/22 | Premjer Liha         | I      | 14        | 4e ronde    | Gespeeld tot kwartfinale i.v.m. Russische inval                                       |
| 2022/23 | Premjer Liha         | I      | 14        | --          | Geen bekertoernooi i.v.m. Russische inval; pd-wedstrijden > FK LNZ Tsjerkasy: 1-1/1-2 |
| 2023/24 | Persja Liha          | II     | 1         | 3e ronde    |                                                                                       |
| 2024/25 | Premjer Liha         | I      | 15        | 3e ronde    |                                                                                       |
| 2025/26 | Persja Liha          | II     | .         |             |                                                                                       |

## Bekende (oud-)spelers
- Rodney Antwi
- Hennos Asmelash

Groep A:
Ahrobiznes Volotsjysk ·
Boekovina Tsjernivtsi ·
Epitsentr ·
Khust-Podoliany ·
Metalist Charkov ·
Mynaj · 
Nyva Ternopil ·
Podillya Chmelnytsky ·
Prikarpattja Ivano-Frankivsk

Groep B:
Dinaz ·
Marioepol ·
Metalist 1925 Charkov ·
Kremin Krementsjoek ·
FK Kudrivka · 
Kudrivka-Nyva Buzova ·
SC Poltava · 
Metaloerh Zaporizja ·
UCSA Tarasivka ·
Viktorija Soemi ·
Zviahel